# Cordeliers (métro de Lyon)
Cordeliers est une station de métro française de la ligne A du métro de Lyon, située Rue de la République à l'angle de la rue Grenette et de la place des Cordeliers, sur la Presqu'île dans le 2e arrondissement au centre-ville de Lyon, préfecture de la région Auvergne-Rhône-Alpes.
Elle est mise en service en 1978, lors de l'ouverture à l'exploitation de la ligne A.

## Situation ferroviaire
La station Cordeliers est située sur la ligne A du métro de Lyon, entre les stations Bellecour et Hôtel de Ville - Louis Pradel.

## Histoire
La station « Cordeliers » est mise en service le 2 mai 1978, lors de l'ouverture officielle de l'exploitation de la ligne A du métro de Lyon, de la station de Perrache à celle de Laurent Bonnevay - Astroballe.
Elle est construite, comme la ligne, dans un chantier à ciel ouvert rue de la République à l'angle de la rue Grenette et de la place des Cordeliers. Elle est édifiée suivant le plan général type de cette première ligne, deux voies encadrées par deux quais latéraux de 70 mètres de longueur et larges de 3 mètres chacun, mais elle a la particularité d'avoir un passage souterrain accessible par des escaliers permettant de passer d'un quai à l'autre sans sortir de la station. Il n'y a pas de personnel, des automates permettent l'achat et d'autres le compostage des billets.
En 2003, elle est équipée d'ascenseurs pour les personnes à mobilité réduite, et le 15 mars 2007 des portillons d'accès sont installés dans les entrées.
La décoration de la station a évolué à partir des années 1990 : le bandeau-caisson lumineux est passé de l'orange au gris, ainsi que les mains courantes précédemment peintes en marron foncé ; les sièges sont quant à eux passés du marron foncé au vert foncé bien plus tardivement, en 2014.

## Service des voyageurs

### Accueil
La station compte six accès, quatre placés aux extrémités nord et sud de chacun des quais, un cinquième situé place des Cordeliers devant le Grand Bazar et un sixième donnant directement dans le Grand Bazar (fermée temporairement). Elle dispose dans chacun des accès de distributeur automatique de titres de transport et de valideurs couplés avec les portillons d'accès.
Elle fait également partie des trois stations de la ligne A (avec Charpennes et Gratte-Ciel) qui comportent un "bypass" (un passage souterrain permettant de passer d'un quai à l'autre).

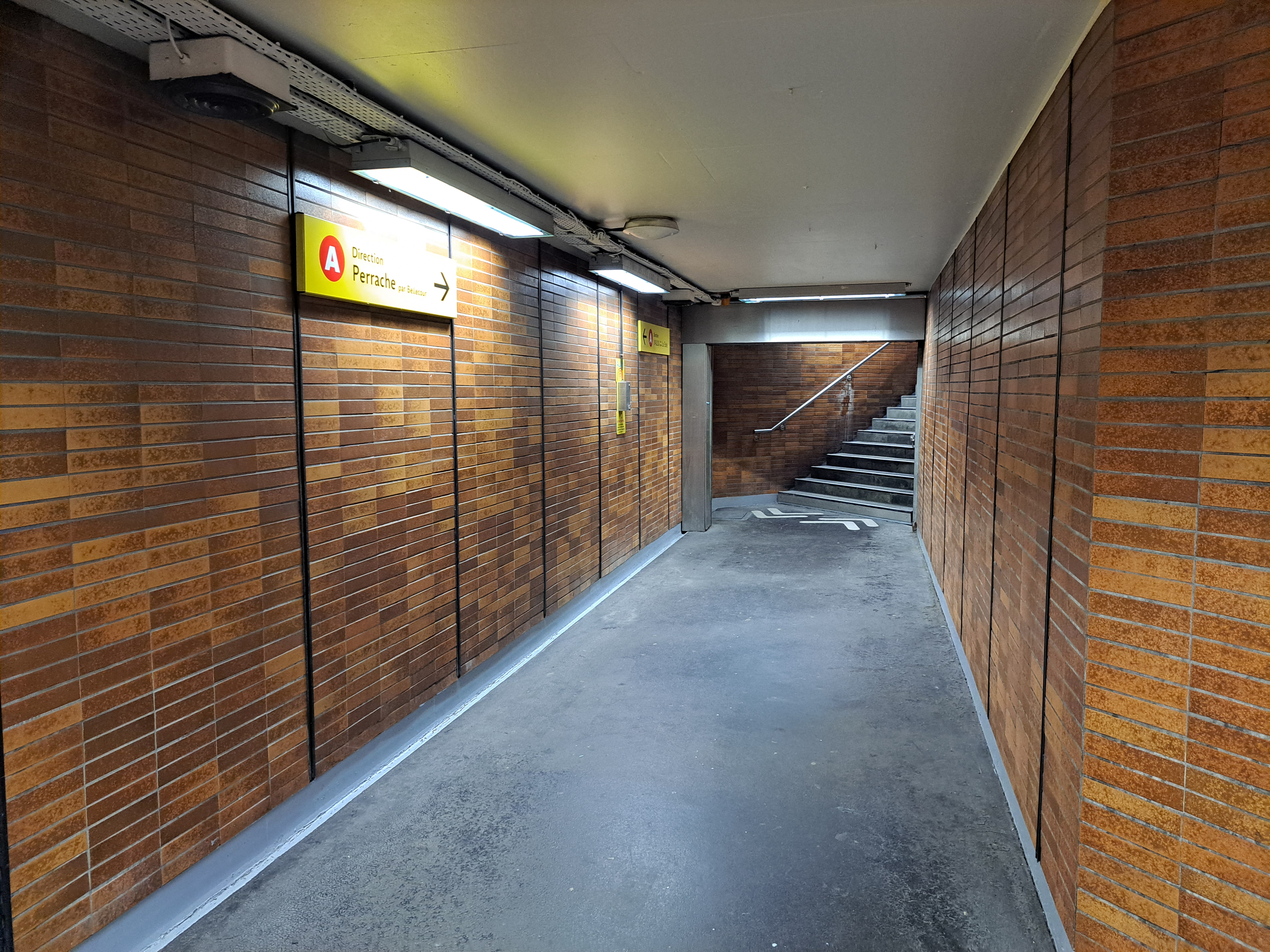
Le passage souterrain (sous les voies) de la station

### Desserte
Cordeliers est desservie par toutes les circulations de la ligne.

### Intermodalité
Cordeliers est un pôle de correspondances important du réseau Transports en commun lyonnais (TCL). La configuration des lieux fait que les arrêts sont principalement répartis sur la rue de la République pour les lignes de passage et à côté de l'église Saint-Bonaventure pour les lignes en terminus :
Sur la place des Cordeliers, au niveau de la rue Claudia, on retrouve les lignes C3, C13, C14, C18 et 27. La nuit, la ligne de bus Pleine Lune PL1 est de passage.
Au niveau de l'église Saint-Bonaventure, on retrouve les lignes de bus 9 et 59 faisant le départ de leur terminus ici. 
Sur les quais du Rhône, les lignes A32 et A71 du réseau Cars Région Ain effectuent leur arrêt. La dépose des voyageurs des lignes 9 et 59 s'y effectue également.
La ligne C23, elle, effectue son arrêt au niveau de la rue Menestrier direction Flachet et au niveau du Pont Lafayette direction Cité Internationale - Centre de Congrès.
Outre les rues et places avoisinantes, elle permet de rejoindre à pied différents sites, notamment : l'église Saint-Bonaventure, l'église des Cordeliers (Franciscains), le musée de l'Imprimerie et le palais de la Bourse.